# Agregado (economia)
Em macroeconomia um agregado é uma medida síntese descrevendo um mercado ou economia. Ele substitui um vetor composto de muitos números reais por um único número real, ou um escalar. Consequentemente, ocorrem vários problemas inerentes às formulações que utilizam variáveis agregadas. 

## Problema da agregação
O problema da agregação refere-se à dificuldade de tratar a reação de um agregado empírico ou teórico como se ele reagisse como uma medida menos agregada, por exemplo, sobre o comportamento de um agente individual, como é descrito na teoria microeconômica em geral. 
O segundo significado de “problema de agregação” é a dificuldade teórica em usar e tratar leis e teoremas que incluam variáveis agregadas. Um exemplo típico é a função de produção agregada. Outro problema famoso é o teorema de Sonnenschein–Mantel–Debreu. A maioria das publicações em macroeconomia também levam em conta este problema.
São exemplos de agregados em micro e macroeconomia, relativamente a conceitos correspondentes menos agregados:
- alimentos vs maçãs.
- o nível dos preços e do PIB real vs. o preço e a quantidade de maçãs
- o capital fixo da economia vs. o valor dos computadores de um determinado tipo
- a oferta de dinheiro vs quantidade de papel-moeda.
- a taxa de desemprego geral vs. a taxa de desemprego de engenheiros civis.

A teoria padrão usa suposições simples para derivar resultados gerais e comumente aceitos, como a lei da demanda, para explicar o comportamento do mercado. Um exemplo é a abstração de um bem composto. Considera-se que o preço de um bem varia proporcionalmente ao bem composto, ou seja, todos os outros bens. Se esta suposição for violada e os agentes estiverem sujeitos a funções de utilidade agregadas, serão necessárias restrições a estas últimas para produzir a lei da demanda. O problema de agregação enfatiza:
- Quão amplas são essas restrições na microeconomia
- A utilização de fatores de produção amplos ("trabalho" e "capital"), "produto" real e "investimento", como se houvesse apenas um único desses agregados, não tem uma base sólida para derivar resultados analíticos com rigor.

Franklin Fisher observa que isto não dissuadiu os macroeconomistas de continuarem a utilizar tais conceitos. 

## Curva de demanda agregada do consumidor
A curva de demanda agregada do consumidor é a soma das curvas de demanda do consumidor individual. O processo de agregação preserva apenas duas características da teoria da preferência do consumidor individual – continuidade e homogeneidade. A agregação introduz três determinantes adicionais da demanda não relacionados ao preço:
- Número de consumidores
- Distribuição de gostos entre os consumidores
- Distribuição de renda entre consumidores de diferentes gostos

Assim, se a população de consumidores aumentar, ceteris paribus, a curva da demanda deslocar-se-á; se a proporção de consumidores com uma forte preferência por um bem aumentar, ceteris paribus, a demanda por esse bem mudará. Finalmente, se a distribuição do rendimento mudar a favor dos consumidores que preferem o bem em questão, a demanda mudará. É importante lembrar que os fatores que afetam a demanda individual também podem afetar a demanda agregada. No entanto, os efeitos líquidos devem ser considerados. O problema mais importante para a micro e macroeconomia é o teorema de Sonnenschein-Mantel-Debreu, que mostra que quase nenhuma propriedade da preferência individual é herdada para as funções de demanda agregada.